# Sergio Osmeña Sr.
Sergio Osmeña Sr. là một đô thị cấp hai ở tỉnhZamboanga del Norte, Philippines. Theo điều tra dân số năm 2000, đô thị này có dân số 27.500 người trong 5.373 hộ.

## Các đơn vị hành chính
Sergio Osmeña Sr., về mặt hành chính, được chia thành 39 khu phố (barangay).
| - Antonino - Bagong Baguio - Bagumbayan - Biayon - Buenavista - Dampalan - Danao - Don Eleno - Kauswagan - Labiray - Liwanag - Mabuhay - Macalibre | - Mahayahay - Marapong - Nazareth - Nebo - New Rizal - New Tangub - Nuevavista - Pedagan - Penacio - Poblacion Alto - Poblacion Bajo - Princesa Freshia - Princesa Lamaya | - San Antonio - San Francisco - San Isidro - San Jose - San Juan - Sinaad - Sinai - Situbo - Tinago - Tinindugan - Tuburan - Venus - Wilben |